# Больше-Реченская волость
Больше-Ре́ченская волость — административно-территориальная единица Тарского уезда Тобольской губернии (до 1917), Акмолинской (Омской) области (1917—1918), Тюменской губернии (1919), Омской губернии (1920—1925).
Волостной центр — село Большереченское.

## История
В 1914 году крестьянская волость образована путём выделения части территорий Могильно-Посельской и Такмыкской волостей.
Постановлением Сибревкома от 24 сентября 1924 года волость была укрупнена. В состав вошли волости Больше-Реченская, Осихинская, Могильно-Посельская, Артынская, Такмыкская (кроме 6 населённых пунктов отошедших в Евгащинскую волость), 1 населённый пункт Бухарской волости, а также части Копьёвской, Пустынской волостей и 2 населённых пункта Серебрянской волости Калачинского уезда, Карасукской волости (без 2 населённых пунктов) Тюкалинского уезда с образованием сельских советов.
Постановлением ВЦИК от 25 мая 1925 года волость была преобразована в Большереченский район Тарского округа Сибирского края.

## Административное деление

### Административные участки
- IV полицейский стан Тарского уезда с центром в селе Муромцево;
- Х участок крестьянского начальника Тарского уезда с центром в селе Карташёво;
- XIV участок полицейского урядника Тарского уезда с центром в селе Такмыкское;
- Тарский участок прокурора Тобольского Окружного Суда Тарского уезда с центром в городе Тара;
- III судебно-мировой участок Тарского уезда с центром в селе Муромцево;
- Тарский участок податного инспектора Тарского уезда с центром в городе Тара;
- III район инспектора народных училищ Тарского уезда с центром в городе Тара;
- II участок сельского врача с центром в селе Муромцево.

### Сельские общества
- 1914 год — 21 населённый пункт, 0 сельских обществ;
- 1915 год — 21 сельское общество.

### Сельские советы на 1924 год
| - Артынский сельский совет - Бещеульский сельский совет - Больше-Никольский сельский совет - Больше-Реченский сельский совет - Бугалинский сельский совет - Ингалинский сельский совет - Камышино-Курский сельский совет - Карасукский сельский совет - Картовский сельский совет - Качесовский сельский совет | - Копьёвский сельский совет - Криводановский сельский совет - Лебяжинский сельский совет - Могильно-Посельский сельский совет - Моховский сельский совет - Николаевский сельский совет - Осихинский сельский совет - Пустынский сельский совет - Сухокарасукский сельский совет - Такмыкский сельский совет | - Черноозерский сельский совет - Шипицинский сельский совет |

## Инфраструктура
Через волость проходили тракты:
- почтовый тракт Омск-Тара со станцией Большереченская;
- земский тракт Тара-Омск со станцией Большереченская.

## Религия
Большереченский православный приход входил во II благочиние Омской епархии с центром в селе Карташёвское.

## Население
Переселенческое население из Курской, Тамбовской губерний. Национальный состав: русские, украинцы, белорусы, татары и незначительное число других.